# Polypodium oxylepis
Polypodium oxylepis är en stensöteväxtart som beskrevs av Carl Frederik Albert Christensen. Polypodium oxylepis ingår i släktet Polypodium och familjen Polypodiaceae. Inga underarter finns listade.